# Piero Calamandrei

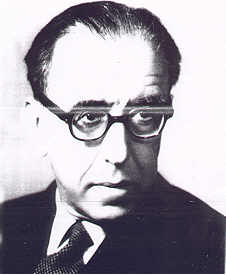
Piero Calamandrei

Piero Calamandrei (* 21. April 1889 in Florenz; † 27. September 1956 ebenda) war ein italienischer Jurist, Professor, Schriftsteller und Politiker. Er war Mitglied der Verfassungsgebenden Versammlung und danach der Abgeordnetenkammer der Italienischen Republik.

## Leben
Calamandrei schloss im Jahr 1912 ein Jurastudium an der Universität Pisa ab und schlug danach eine akademische Laufbahn ein. 1915 wurde er Professor für Zivilprozessrecht an der Universität Messina. Am Ersten Weltkrieg nahm er als Offizier teil, danach lehrte er erst an der Universität Modena, ab 1919 an der Universität Siena und ab 1924 an der Universität Florenz, wo er den Lehrstuhl für Zivilprozessrecht bis zu seinem Tod behielt.
Von 1924 bis 1926 war Calamandrei Mitglied eines Ausschusses zur Reform der italienischen Zivilprozessordnung. Nach der Ermordung des sozialistischen Abgeordneten Giacomo Matteotti wurde Calamandrei Mitglied der Unione Nazionale, einer von Giovanni Amendola gegründeten liberalen und antifaschistischen Partei, sowie der Untergrundbewegung Italia Libera. 1925 unterzeichnete er das antifaschistische Manifest einer Gruppe von Intellektuellen um Benedetto Croce. Während des Faschismus war Calamandrei einer der wenigen italienischen Professoren, die nicht Mitglied der faschistischen Partei wurden, 1931 leistete er jedoch einen Eid auf die faschistische Regierung.
Nach ersten gescheiterten Versuchen leitete die Regierung 1939 die Arbeiten an einer neuen Zivilprozessordnung ein. Obwohl Calamandreis politische Ansichten bekannt waren, stützte man sich schließlich vor allem auf seine Expertise. Calamandrei ließ sich besonders von dem Juristen Giuseppe Chiovenda inspirieren. Die neue Zivilprozessordnung trat am 21. April 1942 in Kraft. Ab 1941 arbeitete er bei einem juristischen Studienzentrum an einem mehrbändigen Werk über das italienische Recht mit, insbesondere über das Zivilprozessrecht unter dem Faschismus.
Calamandrei war gegen den Kriegseintritt Italiens an der Seite Hitler-Deutschlands. 1941 wurde er Mitglied der Widerstandsbewegung Giustizia e Libertà, 1942 war er unter den Gründern der linksliberalen Partei Partito d’Azione. Da er sich weigerte, eine Ergebenheitsadresse an Mussolini zu unterzeichnen, verlor er seine Stellung an der Universität Florenz. Weitere Maßnahmen unterblieben dank Fürsprechern in höchsten Regierungskreisen. Nach der Absetzung Mussolinis ernannte man Calamandrei am 31. August 1943 zum Rektor der Universität Florenz, er konnte dieses Amt jedoch erst im folgenden Jahr übernehmen, als Mittelitalien von den Alliierten befreit worden war. Die faschistische Italienische Sozialrepublik hatte einen Haftbefehl gegen Calamandrei erlassen. Sein Sohn Franco kämpfte in der Resistenza.
Piero Calamandrei wurde 1945 Mitglied im provisorischen Beratungsorgan Consulta Nazionale und im folgenden Jahr in die Assemblea Costituente gewählt, in der er dem Ausschuss für die Erarbeitung der neuen republikanischen Verfassung angehörte. Seine Beiträge prägten die neue Verfassung in Teilen, es gelang ihm jedoch nicht, die Parteien von seinen Vorstellungen von einer parlamentarischen Republik mit starker Regierung zu überzeugen. Trotz unbefriedigender Kompromisse verteidigte er die neue Verfassung insgesamt als Ergebnis eines demokratischen verfassunggebenden Prozesses.
Nach der Auflösung seiner Aktionspartei trat Calamandrei den Sozialdemokraten bei, über deren Liste er 1948 in die Abgeordnetenkammer einzog. Bei den Parlamentswahlen im Jahr 1953 trat er mit der neuen Bewegung Unità Popolare an, um das von Ministerpräsident Alcide De Gasperi durchgesetzte neue Wahlrecht und dessen Mehrheitsprämie zu unterlaufen; letztere konnte nicht aktiviert werden, woraufhin die gesamte Wahlrechtsreform scheiterte.
Calamandrei war Mitglied der Accademia Nazionale dei Lincei und Leiter des Instituts für vergleichendes Zivilprozessrecht an der Universität Florenz. Als Chefredakteur der Rivista di diritto processuale, als Gründer der Zeitschrift Il Ponte und als Redakteur bei anderen Medien war er auch journalistisch tätig. In seinem schriftstellerischen Wirken stand oft die Resistenza im Mittelpunkt.

## Werke

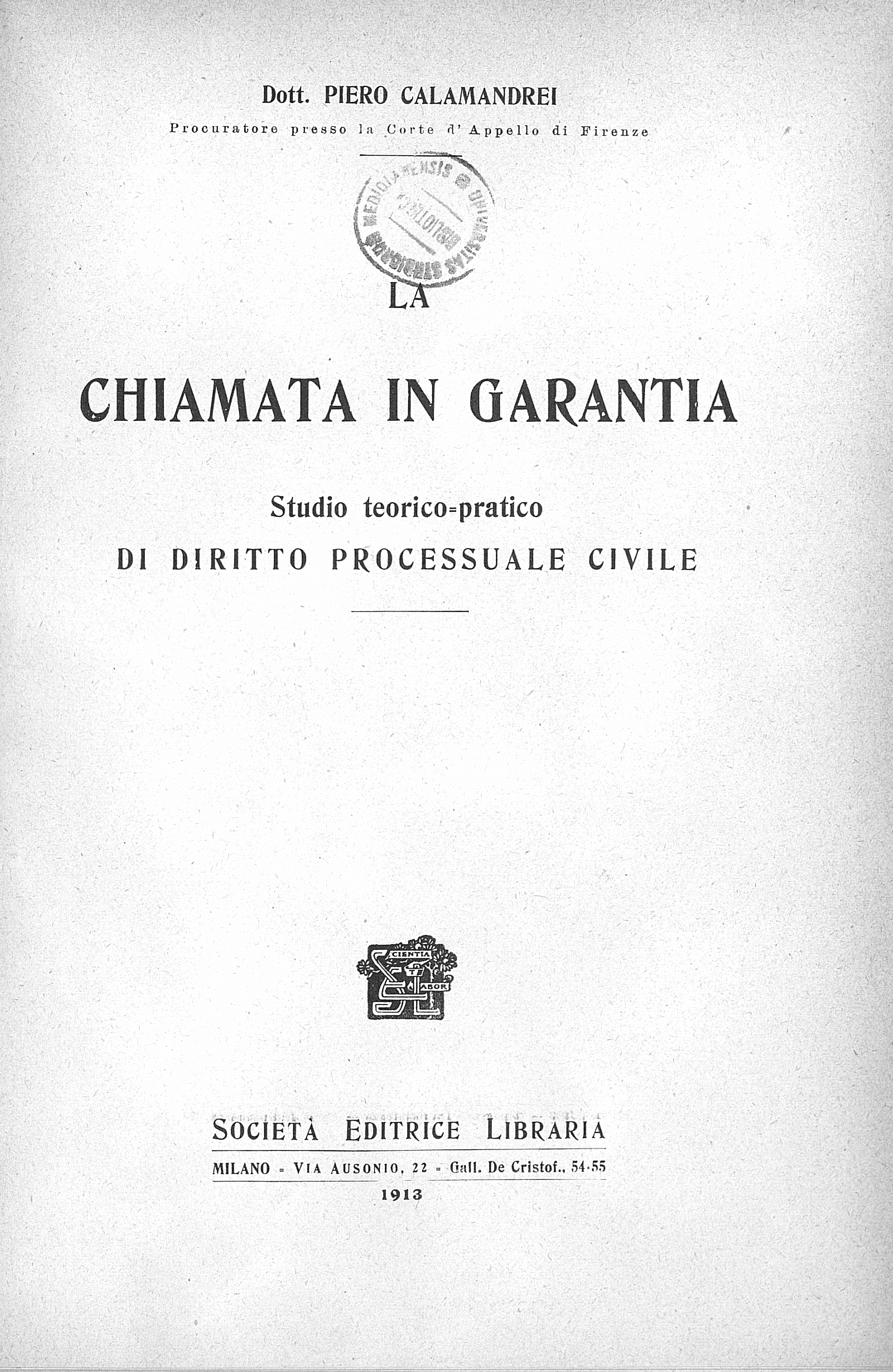
Chiamata in garantia, 1913

- Chiamata in garantia. Società Edittrice Libraria, Mailand 1913 (italienisch, beic.it).
- Troppi avvocati! Quaderni della Voce Auflage. Florenz 1921 (italienisch).
- Elogio dei giudici scritto da un avvocato. Le Monnier, Direnze 1935 (italienisch). - III edition doubled, Le Monnier, 1954; intro von Paolo Barile, Florenz, Ponte alle Grazie, 1989.
- Delle buone relazioni fra giudici e avvocati nel nuovo processo civile. Due dialoghi, Florenz, Le Monnier, 1941
- Inventario della casa di campagna. Tumminelli, Roma 1945 (italienisch). [I ed. privata 1941]; G. Mazzoni Rajna ed., Florenz, La Nuova Italia, 1965; Vallecchi, 1989; Christophe Carraud ed., Edizioni di Storia e Letteratura, 2013, ISBN 978-88-6372-489-9.
- Costruire la democrazia. Premesse alla Costituente, Edizioni U, 1946; Montepulciano (Siena), Le Balze, 2004.
- Sergio Luzzatto (Hrsg.): Uomini e città della Resistenza. Laterza, Bari 1955 (italienisch). Laterza, 2006.
- Parlare di Florenz, Florenz, La Nuova Italia, 1958.
- Opere giuridiche, Mauro Cappelletti ed., 10 voll., Morano, Neapel
- Scritti e discorsi politici (vol.1: Storia di dodici anni; vol.II: Discorsi parlamentari e politica costituzionale), Norberto Bobbio ed., La Nuova Italia, Florenz 1966
- Lettere 1915-1956, 2 voll., Giorgio Agosti and Alessandro Galante Garrone ed., Florenz, La Nuova Italia, 1968.
- Scritti ed inediti celliniani, Florenz, La Nuova Italia, 1971.
- La burla di Primavera con altre fiabe, e prose sparse, Palermo, Sellerio, 1987.
- In difesa dell'onestà e della libertà della scuola, Palermo, Sellerio, 1994.
- Diario (1939-1945), Giorgio Agosti and Alessandro Galante Garrone ed., Florenz, La Nuova Italia, 1982; riedizione 1997.
- La Costituzione e leggi per attuarla, Mailand, Giuffré, 2000.
- Futuro postumo: testi inediti 1950, Silvia Calamandrei ed., Montepulciano (SI), Le Balze, 2004.
- Costituzione e le leggi di Antigone, Florenz, Sansoni, 2004.
- Ada con gli occhi stellanti. Lettere 1908-1914, Palermo, Sellerio 2005.
- Zona di guerra. Lettere, scritti e discorsi (1915-1924), Storia e Società, Roma-Bari, Laterza, 2007.
- Una famiglia in guerra. Lettere e scritti (1939-1956), mit Franco Calamandrei, Alessandro Casellato ed., Roma-Bari, Laterza, 2008.
- Fede nel diritto, Roma-Bari, Laterza, 2008.
- Per la scuola, Palermo, Sellerio, 2008.
- Lo Stato siamo noi, Mailand, Chiarelettere, 2011. [collection 1946 - 1956]
- Chiarezza nella Costituzione, Roma, Edizioni di Storia e Letteratura, 2012.
- Non c'è libertà senza legalità, Roma-Bari, Laterza 2013.
- Il fascismo come regime della menzogna, Roma-Bari, Laterza, 2014.
- Il mio primo processo, Mailand, Henry Beyle, 2014.
- Un incontro con Piero Della Francesca, Mailand, Henry Beyle, 2015.
- Gli avvocati, Mailand, Henry Beyle, 2015.
- Diario (1939–45), Roma, Edizioni di Storia e Letteratura, 2015.
- Colloqui con Franco. Edizioni di Storia e Letteratura, Roma 2016, ISBN 978-88-6372-884-2 (italienisch).
- Vino colorato artificialmente con sostanza vietata dalla legge, Mailand, Henry Beyle, 2016.
- La politica non è una professione. Edizioni Henry Beyle, Mailand 2018 (italienisch).